# Корнелія Сулла
Корнелія Сулла (*Cornelia Sullas, прибл. 105 до н. е. —після 51 до н. е.) — римська матрона часів Римської республіки.

## Життєпис
Походила з патриціанського роду Корнеліїв Сулл. Донька диктатора Луція Корнелія Сулли Фелікса та його першої дружини Юлії. У 90 році до н. е.. вийшла заміж за Квінта Помпея Руфа, в 88 році до н. е. овдовіла. Мала двох дітей: сина Квінта і доньку Помпею. Під час диктатури Сулли за безцінь скуповувала майно проскрибованих.
У 51 році до н. е. відмовилася передати своєму синові, засудженому за насильство, заповідану йому за фідейкомісом земельну власність. Через це була викликана до суду і програла справу. Про подальшу долю немає відомостей.

## Родина
Чоловік — Квінт Помпей Руф
Діти:
- Квінт Помпей Руф, народний трибун 52 року до н. е.
- Помпея, дружина Гая Юлія Цезаря